# Satellite asteroidale

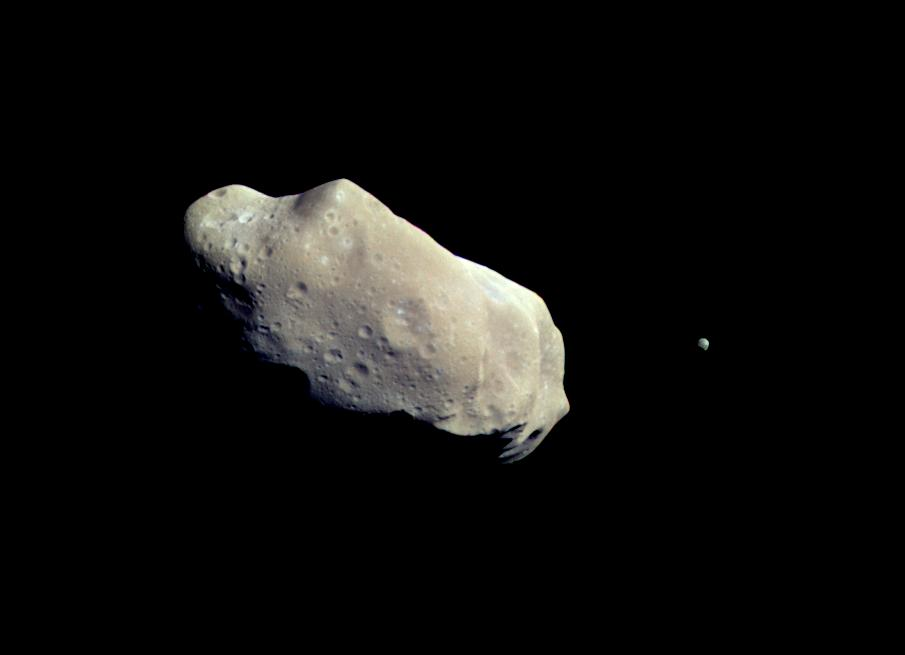
L'asteroide Ida e la sua piccola luna Dattilo

Un satellite asteroidale (o luna asteroidale) è un asteroide posto in orbita attorno ad un altro asteroide. Si ritiene che molti asteroidi possiedano un satellite, la cui massa è talora confrontabile con quella del corpo principale. Gli asteroidi dotati di un satellite sono comunemente noti come asteroidi binari. Il termine asteroide doppio è preferibile quando i due corpi in questione hanno approssimativamente le stesse dimensioni.
Non si conoscono ancora con esattezza le origini delle lune asteroidali. Una teoria largamente accettata prevede che questi piccoli satelliti derivino da materiale espulso dal corpo principale in seguito ad un impatto. Alternativamente, si può pensare che la gravità di un asteroide abbia catturato un altro asteroide, di dimensioni più piccole, nel corso di un passaggio molto ravvicinato.
La prima luna asteroidale ad essere scoperta fu Dattilo, di appena un chilometro e mezzo di diametro, in orbita attorno all'asteroide 243 Ida. La scoperta fu resa possibile nel 1993 grazie alla sonda Galileo. La seconda luna asteroidale fu individuata nel 1998 attorno a 45 Eugenia. Già nei primi mesi del 2004 il numero di lune asteroidali note era salito a una quarantina, grazie alle scoperte effettuate dai telescopi terrestri. Sono stati individuati satelliti attorno ad asteroidi della fascia principale, ad asteroidi Troiani e ad oggetti della fascia di Kuiper. Nel 2005 è stato scoperto il primo asteroide triplo, 87 Silvia, dotato di due satelliti minori.
Un buon esempio di asteroide doppio è 90 Antiope, costituito da due componenti di eguali dimensioni che orbitano attorno al centro di gravità comune.

## Principali asteroidi dotati di satelliti
| Asteroide          | Categoria               | Diametro (o dimensioni) dell'asteroide (km) | Satellite                                   | Diametro (o dimensioni) (km) | Distanza (km) |
| ------------------ | ----------------------- | ------------------------------------------- | ------------------------------------------- | ---------------------------- | ------------- |
| 22 Kalliope        | fascia principale       | (231,4×175,3×146,1)                         | (22) I Linus                                | 38±6                         | 1 065±8       |
| 45 Eugenia         | fascia principale       | 214,6±4,2                                   | (45) I Petit-Prince                         | 12,7±0,8                     | 1 184±12      |
| 87 Silvia          | fascia principale       | (384×264×232)                               | (87) I Romolo                               | 18±4                         | 1 356±5       |
| 87 Silvia          | fascia principale       | (384×264×232)                               | (87) II Remo                                | 7±2                          | 706±5         |
| 90 Antiope         | fascia principale       | 110±16                                      | S/2000 (90) 1                               | 110±16                       | 170±1         |
| 107 Camilla        | fascia principale       | 222,6±17,1 (325×223×139)                    | S/2001 (107) 1                              | 9±1                          | 1 235±16      |
| 121 Hermione       | fascia principale       | 209,0±4,7 (265×180×180)                     | S/2002 (121) 1 LaFayette (nome provvisorio) | 18                           | 794,7±2,1     |
| 130 Elettra        | fascia principale       | 182,3±11,8                                  | S/2003 (130) 1                              | 4                            | 1 252±30      |
| 243 Ida            | fascia principale       | (59,8×25,4×18,6)                            | (243) I Dattilo                             | (1,6×1,4×1,2)                | 108           |
| 283 Emma           | fascia principale       | 148,1±4,6                                   | S/2003 (283) 1                              | 12                           | 596±3         |
| 379 Huenna         | fascia principale       | 92,3±1,7                                    | S/2003 (379) 1                              | 7                            | 3 400±11      |
| 617 Patroclo       | asteroide troiano       | 105                                         | (617) I Menezio                             | 95                           | 610           |
| 762 Pulcova        | fascia principale       | 137,1±3,2                                   | S/2000 (762) 1                              | 20                           | 810           |
| 809 Lundia         | fascia principale       | 17,3                                        | S/2005 (809) 1                              | ?                            | ?             |
| 854 Frostia        | fascia principale       | 15?                                         | S/2004 (854) 1                              | ?                            | ~50           |
| 1089 Tama          | fascia principale       | 12,9                                        | S/2003 (1089) 1                             | 9                            | 20            |
| 1313 Berna         | fascia principale       | 11                                          | S/2004 (1313) 1                             | 11                           | 35            |
| 1509 Esclangona    | fascia principale       | 12                                          | S/2003 (1509) 1                             | 4                            | 140           |
| 3671 Dioniso       | asteroide near-Earth    | 1,5                                         | S/1997 (3671) 1                             | 0,4                          | 2,2           |
| 3749 Balam         | fascia principale       | 7                                           | S/2002 (3749) 1                             | 1,5                          | 310±20        |
| (26308) 1998 SM165 | oggetto transnettuniano | 420?                                        | S/2001 (26308) 1                            | 170?                         | 11 310±110    |
| 47171 Lempo        | plutino                 | 590?                                        | S/2001 (47171) 1                            | 250?                         | 7 640±460     |
| 66391 Moshup       | asteroide near-Earth    | 1,2                                         | (66391) I Squannit                          | 0,36                         | 2,6           |
| 69230 Hermes       | asteroide Apollo        | ~0,4                                        | S/2003 (69230) 1                            | ~0,4                         | ~1            |